# Kim J. Henriksen
Pour les articles homonymes, voir Henriksen.
Kim Jan Henriksen (également connu sous le nom « Kimo », né le 28 octobre 1960 à Copenhague) est un espérantiste danois, chanteur et musicien. De sa mère Bogumila Maria Henriksen (d'origine polonaise) et son père Kai L. Henriksen (d'origine danoise), il apprit l'espéranto alors qu'il était enfant. Il est devenu une personne éminente dans le mouvement de jeunesse en espéranto et dans le monde de la musique rock en espéranto au cours des années 1980 et 1990. Henriksen et son épouse, qui est née en Pologne, parlent l'espéranto chez eux, et ils élèvent leur fils comme locuteur natif de seconde génération en espéranto. Grâce à la musicalité enthousiaste de Henriksen, au nom de l'espéranto et de la compréhension interculturelle par la musique rock, il acquit une popularité à la fois dans l'Europe, et en Amérique,.

## Analyse de Arika Okrent
La linguiste américaine Arika Okrent, qui a passé cinq ans à faire des recherches pour son livre au sujet des langues construites, du klingon à l'espéranto, commence et termine un chapitre sur la croissance de la langue espéranto avec quelques anecdotes qui décrivent le rôle de Kim Henriksen. Elle distingue le succès de l'espéranto, la langue construite la plus parlée, du culte qui entoure ses successeurs, les argots artificiels comme le klingon et du succès partiel des tentatives de faire revivre des langues naturelles comme l'irlandais, qui autrefois étaient en baisse. La différence viendrait du haut degré de maîtrise qu'elle a observé aux congrès mondiaux d’espéranto :

« [Henriksen] semblait ne pas apprécier comme il était bizarre d'être locuteur natif d'une langue inventée. L'espéranto a été au centre des rapports avec ses parents et de toute la vie de famille. »

« Avant de commencer à vous indigner en son nom, sachez que tandis qu'il grandissait, il avait beaucoup de contact avec le monde extérieur de son domicile et a appris à parler le danois également comme un natif. Mais il considère l'espéranto comme sa vraie langue maternelle. Pour Kimo, l'espéranto a été un fait complètement normal de la vie, de la même manière qu'aurait été le polonais si ses deux parents avaient été Polonais. Kimo n'a pas choisi d'apprendre l'espéranto, ni son fils, mais tout le monde à la conférence a fait cela. À un moment donné, ils ont décidé que cela valait le temps à apprendre cette langue chimérique et utopique. »

Okrent termine le chapitre avec sa description de la réaction du public à une chanson que Henriksen chante encore mais qu'il a écrit quand il jouait avec son premier groupe, Amplifiki.

« Kimo et Jean-Marc [LeClerc] a commencé une autre chanson dont je connaissais mal l'air, une chanson originale en espéranto. Normando […] m'a expliqué que la chanson que nous avons entendu s'appelait Sola. Les gens près de la scène a commencé à chanter et il a dit qu'on la jouait souvent lors des congrès des jeunes, où elle est une sorte d'hymne. »

« Les paroles racontent l'histoire d'un adolescent qui se sent complètement seul, mais qui va à un congrès en espéranto et se sent une telle amitié et une telle connexion au monde que sa solitude le quitte … jusqu'à ce qu'il soit de retour dans son propre pays dans sa propre petite pièce. « Cette chanson, dit-il presque tout bas, est si importante pour les espérantistes. Parfois, quand on la joue aux congrès, on voit des gens pleurer ». »

## Son rôle dans le mouvement espérantiste
Henriksen a été président de l'Organisation de la jeunesse danoise espérantiste, président de la Société danoise de l'espéranto de 1995 à 2002 et président du Club espéranto de Copenhague de 2005 à 2007.
Il a joué un rôle dans la fondation et les opérations du Sunda esperanto agado, un groupe qui aide la zone de coopération de l'Øresund entre les clubs-espéranto de Copenhague et Helsingborg dans le Danemark et les clubs de Malmö et de Lund en Suède. Il a été membre de l'exécutif du Club espéranto de Malmö depuis 2007, où il enseigne souvent des cours d'initiation et intermédiaires à l'espéranto.

## Musicien
En 1983, il a été cofondateur du groupe de musique Amplifiki (avec Bertilo Wennergren et Micke Englund), qui a joué partout dans l'Europe dans les années 1980. Il a composé et chanté plusieurs chansons populaires en espéranto pour le groupe, notamment Sola. Cofondateur du groupe Esperanto Desperado en 1996, il était chanteur, guitariste et accordéoniste dans ce groupe.
En automne 2005, il a cofondé l'ensemble Hotel Desperado avec Brian Laustsen (eo), Nis Bramsen et Mark Dziwornu, membres du groupe Esperanto Desperado, avec lequel il joue encore. Les autres membres actuels du groupe sont Thierry Boisdon et David-Emil Wickström. Le groupe chante en plusieurs langues : danois, anglais, français, twi et espagnol. Leur musique incorpore des éléments de la musique traditionnelle, flamenco, africaine, blues, et de ska.